# 狐丘路站
狐丘路站（丹麥語：Rævehøjvej Station）是建设中的“丹麦首都圈轻轨三环路线”的一座车站，预计将于2025年与“丹麦首都圈轻轨三环路线”一同启用。位于丹麦首都大区靈比-措拜克市鎮狐丘路（Rævehøjvej）与伦措夫特庭园路（Lundtoftegårdsvej）交口处。赫尔辛格高速公路位于本站东侧，丹麦技术大学位于本站西侧。因本站靠近丹麦技术大学，因有着与丹麦语原文站名迥异的车站代码——DTU。 车站主体部分计划建于南北走向的伦措夫特庭园路（Lundtoftegårdsvej）东侧。
“丹麦首都圈轻轨三环路线”与赫尔辛格高速公路平行的路段将沿半拉子工程——伦措夫特铁路（Lundtoftebanen）行进。伦措夫特铁路（Lundtoftebanen）位于今赫尔辛格高速公路西侧并与之平行，南起耶厄斯堡站，北至奈鲁姆站，全线大致呈南北走向。20世纪50年代开工，1964年停工，相关规划于1977年彻底废弃。
| 上一站                       | 丹麦首都圈轻轨 （建设中） | 下一站                                      |
| ---------------------------- | ------------------------- | ------------------------------------------- |
| 伦措夫特站 （建设中） 终点站 | 三环路线 （建设中）       | 安高·恩厄隆路站 （建设中） 开往：伊斯霍伊站 |